# 1895 en Suisse
Chronologie de la Suisse
- 1891
- 1892
- 1893
- 1894
- 1895
- 1896
- 1897
- 1898
- 1899

Chronologie de la Suisse
1894 en Suisse - 1895 en Suisse - 1896 en Suisse

## Gouvernement au1erjanvier 1895
- Conseil fédéral[1]
  - Joseph Zemp (PDC), président de la Confédération
  - Adrien Lachenal (PRD), vice-président de la Confédération
  - Adolf Deucher (PRD),
  - Eugène Ruffy (PRD),
  - Karl Schenk (PRD)
  - Walter Hauser (PRD)
  - Emil Frey (PRD)

## Évènements

### Janvier
Mardi 1er janvier 
- L’Agence télégraphique suisse commence ses activités à Berne.

 Jeudi 24 janvier 
- Décès à Lausanne, à l’âge de 80 ans, du métaphysicien et moraliste Charles Secrétan.

### Février
Dimanche 3 février 
- Votations fédérales. Le peuple rejette, par 177 991 non (58,8 %) contre 124 517 oui (41,2 %), la loi fédérale sur la représentation de la Suisse à l'étranger.

 Lundi 25 février 
- Forte chutes de neige sur la Suisse romande. A Genève, la couche atteint 58 cm en 24 heures.

### Mars
Lundi 11 mars 
- Fondation à Berne de l'Association fédérale de lutte suisse.

 Mercredi 20 mars 
- Décès à Berne, à l’âge de 81 ans, du mathématicien Ludwig Schläfli.

### Avril
Dimanche 7 avril 
- Fondation à Olten (SO) de l’Association suisse de football.

### Mai
Jeudi 2 mai 
- La Bibliothèque nationale suisse commence ses activités dans un appartement de la ville de Berne.

 Dimanche 5 mai 
- Décès à Genève, à l’âge de 78 ans, du naturaliste d'origine allemande Carl Vogt.

 Lundi 6 mai 
- Mise en service du premier tramway électrique à Bâle, entre la gare centrale et la gare badoise.

### Juin
Mercredi 5 juin 
- Constitution de la société des tramways lausannois.

### Juillet
Jeudi 18 juillet 
- Décès à Berne, à l’âge de 72 ans, du conseiller fédéral Karl Schenk (PRD, BE).

 Dimanche 28 juillet 
- Ouverture du Tir fédéral à Winterthour (ZH).

### Août
Jeudi 15 août 
- Décès à Zurich, à l'âge de 68 ans, du germaniste Ludwig Tobler.

 Vendredi 16 août 
- Election au Conseil fédéral d’Eduard Müller (PRD, BE).

 Lundi 26 août 
- Décès à Davos, à l’âge de 51 ans, du biologiste Friedrich Miescher, découvreur de la nucléine.

 Mardi 27 août 
- Inauguration de la statue de Guillaume Tell à Altdorf (UR).

### Septembre
Dimanche 29 septembre 
- Votations fédérales. Le peuple rejette, par 184 109 non (56,8 %) contre 140 174 oui (43,2 %), les dispositions additionnelles concernant l'introduction du monopole des allumettes, destinées à compléter la constitution fédérale du 29 mai 1874.

### Octobre
Samedi 19 octobre 
- Inauguration de la nouvelle Tonhalle à Zurich.

### Novembre
Dimanche 3 novembre 
- Votations fédérales. Le peuple rejette, par 269 751 non (58,0 %) contre 195 178 oui (42,0 %), l’arrêté fédéral concernant la révision des articles de la constitution fédérale relatifs à l'organisation militaire.

 Lundi 25 novembre 
- La Suisse et l'Italie ratifiaient un traité sur la construction du tunnel du Simplon.
- Décès à Bâle, à l’âge de 70 ans, du zoologue Ludwig Rütimeyer

### Décembre
Vendredi 20 décembre 
- Promulgation d’un arrêté fédéral concernant l’enseignement de l’économie domestique et l’instruction professionnelle à donner à la femme.